# DJ Umek
DJ Umek (pravo ime Uroš Umek), slovenski didžej, glasbenik in producent, * 16. maj 1976, Ljubljana.
V 90. letih preteklega stoletja je bil pionir tehna v sloveniji, zato je dobil pri svoji publiki vzdevek »Fotr«. Kmalu je postal mednarodno znan.  Na lestvici TOP 100 didžejev in producentov pri najpomembnejši reviji za plesno glasbo DJ Mag se je leta 2007 uvrstil na 29. mesto   Skupaj z zvezdniškimi imeni, kot so na primer Carl Cox, Jeff Mills in Sven Väth je bil leta 2009 nominiran za prestižno priznanje DJ Awards v kategoriji tehna.
S partnerskimi ekipami organizira klubske večere in večje glasbene prireditve. Z njegovim imenom so povezani Astrodisco večeri v ljubljanskem Klubu K4, Žur z razlogom, Dan elektronike in Disconautica. Skupaj z Valentinom Kanzyanijem vodi založbo Recycled Loops.

## Življenje in glasbena kariera

### Začetki
Če je v začetku njegove klubske kariere kaj simbolike, Urošu pekel ne uide, saj je namesto k polnočnici zavil v klub K4, kjer je tisti večer vrtel MC Brane. Ko se je mamin režim nekoliko omehčal, da se je lahko domov vračal ob treh zjutraj, se je znašel pred novo težavo: zadnji avtobus proti Šiški je že odpeljal. Zato je Uroš, ki mu takrat zaradi treninga košarke ni manjkalo kondicije, sredi noči tekel čez pol mesta domov. Umek je košarkaško kariero zamenjal za glasbeno, košarko pa sta zamenjala rekreativno kolesarjenje in obiskovanje telovadnic.
V klubu K4 je spoznal Uroša Paunoviča in Vida Vidmarja, s katerima je soustanovil elektronski bend Mouse Trap. Z njuno pomočjo je prvič prišel v stik s satelitskimi radii. Vikende je preživel ob specializiranih programih Green Apple oz. Dance Nation in spoznaval vso paleto elektronske plesne glasbe. Začetki produkcije so bili nedolžni in naivni. Uporabljal je računalniški program Scream Tracker, ki je deloval v 8-bitni resoluciji na štirih mono kanalih. Kljub temu ga je produkcija povsem zasvojila. S svojim prvim delom za neki piratski studio je zaslužil toliko, da je lahko kupil pravi sampler. "Od takrat naprej me ni bilo nikjer več. Ob tisti škatli sem preživel od deset do šestnajst ur na dan in razbijal do nezavesti."
V Palmo (bivša Stopoteka, kasneje Sub Sub) je začel zahajati na matineje, kjer je vrtel glasbo Iztok Kurnik – Alf, danes menedžer skupine Siddharta. Umek je povsem naključno dobil prvo priložnost vrtenja glasbe: "Vedno sem čepel tam nekje v kotu. Nekoč pa me je Alf čisto nepričakovano vprašal, ali bi ga zamenjal. Rekel sem ja! Vrgel mi je slušalke in večer sem moral speljati do konca, kar mi je nekako uspelo." Umek je lahko kakšno uro pred matinejo vadil na gramofonih, za katere takrat še ni imel denarja. " Nekoliko kasneje sta z Alfom na radiu RGL zagnala tudi specializirano oddajo Technomania.
Aldo Ivančič, starosta slovenske elektronike, je v Umeku prepoznal talent in mu dal možnost ogrevanja večerov v klubu K4. S honorarjem si je lahko kupil en CD, ampak zanj je bilo bistveno, da je sploh lahko vrtel. Umek še danes obžaluje svojo odločitev, da je prodal paket 200 CD-jev, ki jih je dolgo zbiral in so bili zanj takrat sveti, vendar je nujno potreboval denar za vinile. Kupovanje plošč v 90. letih ni bilo tako preprosto kot danes: "Slišali smo, da so v Münchnu neke trgovine s ploščami. Sedli smo na nakupovalni avtobus, potem pa smo se morali znajti. V München sem šel prvič z mojo takratno punco Gabi. Kupila sva sedem, osem plošč in tako sem začel zbirati vinile. Ko je Gabi naredila vozniški izpit, smo začeli hoditi po plošče vsakih nekaj tednov. Informacije o novih izdajah je bilo težko dobiti, saj še ni bilo interneta. Reševali smo se s spremljanjem lestvic v reviji Raveline. Če si rabil muziko, si je takrat nisi mogel preprosto naložiti z interneta. Moral si iti fizično v Nemčijo, naročiti CD-je, ali pa si komu, ki je šel tja, težil, da ti prinese kaj iz glasbenih trgovin."
Umek je v klubu K4 spoznal še druge pionirje elektronske scene v Sloveniji: ustvarjalce projektov Anna Lisa, Clocx, Random Logic … Druženje in pogovori o glasbi, ponedeljkova srečanja na Radiu Študent in srečanje s pravo studijsko opremo v studiu Jureta Havlička so Umeka dokončno prepričali, da je ustvarjanje glasbe tisto, kar si želi. "

### Od obiskovanja do organizacije žurov
Navdih za organizacijo prvih elektronskih žurov v Sloveniji je bila scena v Nemčiji. "Ko smo šli prvič na Technomanio v München in tam doživeli žur v hangarju s 15.000 ljudmi na sedmih plesiščih, je bilo to nekaj neverjetnega. Ob obisku še enkrat večjega Maydaya pa sem se odločil, da hočem tudi jaz nekoč stati na odru, kar se je nekaj let kasneje zares zgodilo." 
Uroš se je z menedžerskimi posli prvič srečal, ko so s Primusom in Boštjanom Marušičem (brat Jerneja Marušiča - Octexa) začeli organizirati avtobusne prevoze na nemške žure. Prvi party so izvedli v gasilskem domu v domači Šiški, a niso zaslužili niti toliko, da bi plačali čistilke. Ob prvem polomu niso izgubili zagona in kmalu so prevzeli vodenje programa v klubu Nexus. Sledila je rezidenca v sežanskem klubu Titanic, kjer se je Uroš spoprijateljil s Silvanom (DJ Sylvain), ki je še danes eden izmed njegovih najboljših prijateljev. Na Bledu je nastopal na butičnih žurih v nekdanji Titovi čajnici, sledila je rezidenca v K4 ter vseslovensko osvajanje dvoran in travnikov. Nato je prišlo prvo povabilo v Ambasado Gavioli, kjer je spoznal Valentina Kanzyanija, kasnejšega partnerja pri založbi Recycled Loops.

### Iskanje stila
DJ Umek velja za sinonim slovenskega tehna, a je v začetnem obdobju osvajal tako področje housa kot tehna. Ko je Umek dobil povabilo za set v zagrebškem klubu Aquarius, je bilo to zanj posebno priznanje, saj housea v Sloveniji takrat še ni bilo in so Slovenci na house hodili v klub Aquarius. House scena v Zagrebu pod vodstvom Kikija, Frajmana in Felverja je bila takrat bistveno bolj razvita kot v Ljubljani. Umek je house glasbo vrtel zase, na afterjih, a se mu je bolj posvetil tudi zato, ker je imel takrat edini bogato zbirko plošč. Pomagal je zagnati Happy House večere v ljubljanskem klubu Central (bivša diskoteka Turist). Central je bil dve leti vsak teden napolnjen do zadnjega kotička in ključno vplival na razcvet housa v Sloveniji."
Umek je imel tedenski rezidenci v Ljubljani in kranjskem Trezorju, poleg tega pa vsak vikend še dva nastopa. Tako je tehno vrtel le dvakrat mesečno, kar ga je postopoma začelo omejevati in dušiti. Naredil je usodni rez: "Neki večer v Ambasadi sem se preprosto odločil, da se ne grem več, da bom vrtel tehno, in se vrnil v K4." V diskoteko Ambasada Gavioli se je nato vrnil kot tehno didžej. Povabilo je sprejel izključno zaradi prijateljstva z Valentinom, ljubljencem takratnih lastnikov. Ker so ga obravnavali kot rezidenta številka dve, ni imel konkurenčne klavzule in je lahko – za razliko od Tineta –  vrtel, kjer je hotel."
Umekova prva Mumps izdaja (2001), pri založbi Tortured (v lasti Billy Nastyja), kjer je združil svojo ljubezen do zgodnje house glasbe in strast do klubskega techna, je slovenskega didžeja popeljala v mednarodno središče dogajanja. Pričeli so ga zasipati z vabili za nastope v tujini. Spominja se občutkov pred prvimi velikimi nastopi v tujini: "Pred nastopom na Maydayu sem razmišljal, ali mi je res treba hoditi na tako komercialen žur, ampak sredi seta me je zadelo, da so spodaj mulci, ki doživljajo enako evforijo kot jaz pred njimi. Mulci, ki me gledajo kot vzornika in bo mogoče nekdo od njih čez nekaj let stal na mojem mestu. Potem sem se le nasmejal in odpeljal enega najboljših setov v mojem življenju." 
Doslej je vrtel že na štirih kontinentih, glasbeno osvajanje ga čaka le še na črni celini.

### Založbe in projekti
Prvi Umekov izlet v založniške vode je bil zagon pionirske slovenske specializirane tehno založbe Absense, ki sta jo zagnala z Boštjanom Marušičem. Etiketa se je tudi mednarodno uveljavila z alternativnimi izdajami slovenskih in hrvaških producentov (Umek, Anorak, Random Logic, Brother's Yard, Clox), na podzaložbi Expire pa so izdajali tuje tehno mojstre, kot je na primer Innigo Kenedy.
Še večjo prepoznavnost je dosegel v navezi z Valentinom Kanzyanijem, s katerim vodita založbi Recycled Loops in Earresistible Musick. Predvsem prva je v mednarodnih krogih sinonim slovenskega tehna. Ideja za založbo se je porodila, ko sta Umek in Kanzyani vrtela v Ambasadi Gavioli. Prvotno naj bi založba z imenom Next Wave nastala pod okriljem Ambasade, vendar sta zaradi ločitve od Ambasade DJa s podporo distribucije Prime leta 1999 zagnala lastno založbo. Poimenovala sta jo Recycled Loops po takratnem trendu recikliranja starih tehno 'loopov'. Leto kasneje sta vzpostavila še založbo Earresistible kot platformo za razvijanje lastnega, precej trdega housa..
Leta 2000 je DJ Umek z glasbenimi kolegi Bizzy, Dojaja, Psiho in Plotz zagnal še en uspešen projekt - Consumer Recreation. Zaživel je kot serija odmevnih večerov v klubu Lipa in se uveljavil kot organizacija za prirejanje elektronskih zabav, oddaja na radiu Gama MM in kot samostojna založba. Ideja je bila, slovenskemu občinstvu predstavljati novo glasbo, promo plošče, s katerimi so Umeka na njegovih nastopih v tujini zalagali didžeji in založbe. Ekipa Consumer Recreation je leta 2003 združila moči s Taotechom in še nekaterimi vidnimi posamezniki na področju zasnove in izvedbe elektronskih glasbenih prireditev. Nastala je organizacija Explicit Musick, ki je slovensko sceno zaznamovala z nepozabnimi masovkami, kot so Meet Me, Sindustry in Eurora ter postavila merila za organizacijo velikih elektronskih žurov v Sloveniji.
Nadgradnja projekta Consumer Recreation je zagon nove filozofije klubarjenja in svežih zvočnih sistemov pod imenom Astrodisco. Pobuda, v kateri se je 2006 Umek pridružili kolegom Bizzyju, Dojaji in Krizsu, je poseben slovenski prispevek k novodobnemu "elektro-minimalizmu", ki temelji na snovanju butičnih klubskih večerov za sladokusce v povezavi z razvijanjem večpredstavnostnih ustvarjalnih rešitev. Z gradnjo na prepoznavni avtorski glasbi, neomejenem prepletanju glasbenih žanrov, gostovanju svežih globalnih glasbenih gurujev in izborom nenavadnih kombinacij, si je Astrodisco nabral zvesto občinstvo in v naš prostor vnesel tudi koncept klubarjenja med tednom, saj je zaradi nekoliko bolj humanih urnikov pritegnil tudi zaposlene ljubitelje plesne elektronike. Vzporedno je Astrodisco zaživel še kot založba. Trenutno najbolj aktualen projekt je 1605 – Sixteenofive, ki deluje kot založba in eksperimentalen organizacijski sistem obenem.

## 1605 - Glasbena terapija
Leto 2007 je bilo v karieri DJ Umeka zaznamovano kot začetek druge etape ustvarjanja. Kot reden član stotnije najbolj priljubljenih elektronskih producentov na svetu se je odločil za drzno potezo: svoj vedno natrpani urnik je nekoliko oklestil in začel s temeljito prenovo zvoka. Smernice zvočnega preporoda je nakazal že v okviru projekta Astrodisco, večji prelom s preteklim ustvarjanjem pa je obeležil z zagonom nove mednarodne glasbene platforme 1605 – Sixteenofive. Preporod simbolno nakazuje tudi ime založbe, ki označuje Umekov rojstni datum. Prenova zvoka sovpada z nastajanjem novega albuma ter celostno prenovo Umekovih klubskih nastopov. Čeprav je bil velik zagovornik vinila, je moral priznati premoč digitalnih formatov, ki didžejem omogočajo manipuliranje zvoka v realnem času. S tem se je sicer nekoliko odmaknil od klasičnega didžejanja, a se obenem približal vsakokrat edinstvenim 'live actom' .
Sodelovanje z uveljavljenimi in prihajajočimi glasbenimi mojstri s samosvojimi pristopi k ustvarjanju in izvajanju elektronske glasbe v živo je projektu 1605 že zagotovilo prepoznavnost in občinstvo. S Terapijo 1605 Umek uspešno širi mešanico robate alternative in himn za največje arene. V prvo skupino sodijo plošče, kot so Ricochet Effect, Another Matter Entirely in Utopia, v drugo Posing As Me in Carbon Occasions. Slednji sta prebili klubske okvire, osvojili radijske valove, spremljajoča videa pa je predvajal tudi MTV. Sodelovanje z založbami, kot so Renaissance, Little Mountain, Ultra, Pacha, Armada, redna prisotnost na ducatu radijskih postaj po vsem svetu, Essential Mix, nastopi na festivalih Primavera, Monegros in Dance Valley, pojavljanje na številnih kompilacijah ter podpora številnih kolegov (Sander Kleinenberg, Fergie, Tiësto, Judge Jules, Eddie Halliwell, John Digweed, M.I.K.E., Carl Cox) potrjujejo, da Terapija 1605 deluje. Nenazadnje to dokazujejo tudi dobre uvrstitve Umeka na lestvici DJ Mag Top 100 DJs in na drugih lestvicah priljubljenosti.
Po zagonu novih vsebinsko bogatih spletnih središč www.umek.si in www.sixteenofive.com je Terapija 1605 zaživela tudi v obliki glasbene založbe. Producent VoRr je s premierno izdajo Outlaws / Project 1.333 pripravil teren pred ponovno izdajo Umekove klasike Gatex, ki jo je s svojim remiksom v obtok vrnil Fergie. Z več kot 20 izdajami ter močno podporo zvenečih imen kot so [Carl Cox], [John Digweed], [M.I.K.E.] in [Paul Hazendonk], postaja 1605 sinonim za visoko kvalitetno elektronsko glasbo.
Sveže glasbene kreacije terapije 1605 so vsako leto predstavljene na že tradicionalnem Dnevu elektronike v ljubljanskih Križankah in na glasbeno-ustvarjalnem festivalu Disconautica v Kopru.

## Pogled naprej
Jeseni 2008 se je Umek spet odpravil na turnejo po Južni Ameriki, pol leta kasneje pa je zopet obiskal svoje brazilske oboževalce. Kljub krizi, ki pustoši v gospodarstvu, Umek ostaja nedotaknjen in še toliko bolj osredotočen na svoj glavni cilj – ustvarjanje visokokakovostne produkcije, ki izstopa in združuje ljudi po svetu. Leto 2009 je namesto recesije prineslo svež veter v Urošev booking – nova agencija, ki skrbi za Uroševe nastope, je postala Bullitt Bookings iz ZDA. Prav ta agencija skrbi še za mnoga druga zveneča imena kot so Dubfire, Nic Fanciulli, Shlomi Aber in Davide Squillace.
Maja 2009 je tradicionalni Umekov dogodek Dan elektronike požel velik uspeh, skupaj z DiscoNautico, ki je tudi tokrat predstavila 1605 oder, udeležilo pa se je je več kot 50.000 ljudi.
Izdaje kot npr. Is It / Longer Trail, Destructible Environment, S Cream, Designed Persona, You Might Hear Nothing in Work This Data so pritegnile pozornost največjih založb v branži kot so Armada, Hell Yeah, Tronic, Dataworx in sodeč po zvenečih izdelkih tipa Hablando in Slap (izdana na Uroševi založbi 1605) ter po enormnem številu prihajajočih izdaj in drugem avtorskem albumu Responding to Dynamic z desetimi razbijajočimi komadi, Urošu gotovo še lep čas ne bo zmanjkalo ustvarjalnega goriva.

## Filantropija

### Žur z razlogom
Zamisel o dobrodelni open air zabavi v osrednjem ljubljanskem parku Tivoli se je porodila DJ Umeku. Skupaj z organizacijo Futuristing Music je razvil idejo in jo predstavil družbi Si.mobil, ki je pobudo podprla. Tako se je leta 2005 na zadnji vikend v avgustu zgodil prvi donatorski dogodek Žur z razlogom z DJ Umekom v parki Tivoli. Sam festival datira še leto prej (10. december 2004), ko je Futuristing Music organiziral prvi dobrodelni žur na Gornjem trgu v Ljubljani. Pod okriljem DJ Umeka je Žur z razlogom doživel vsebinsko in številčno nadgradnjo. Postal je vseslovensko in tudi mednarodno prepoznaven in dobro obiskan. Od prvih tri tisoč obiskovalcev (2004) je v letu 2008 v Tivoliju na Umekov set plesalo kar 30 tisoč ljudi. Žur z razlogom je postal že tradicionalna oblika zaključka šolskih počitnic in poletne festivalske sezone. Zabavo z dobrim namenom podpira občina Ljubljana.
Žur z razlogom je namenjen spodbujanju SMS-donatorstva in družbene odgovornosti mladih ter pomoči humanitarnim organizacijam. V preteklih letih sta bila prejemnika izkupička prireditve in Si.mobilove donacije društvo Beli obroč za pomoč žrtvam kaznivih dejanj in Ustanova  Mali vitez za pomoč mladim, ozdravljenim za rakom. Vsako leto organizatorji v dobrodelni namen izvedejo še posebno licitacijo. Leta 2008 je bil na dražbi prodan Umekov gramofon in vsota prišteta končni donaciji.
Šesti Žur z razlogom – DJ Umek v parku Tivoli je potekal 29. avgusta 2009, zbrana sredstva pa so šla za ureditev "prijaznih sob", namenjenih pogovoru z otroki, žrtvami kaznivih dejanj.

## Izbrana diskografija
EP
- Umek: Individual Breath - 1605
- Umek vs. Jay Lumen: Sinful Ladies - Great Stuff Recordings
- Umek: Slap - 1605
- Umek: Dementia EP - Hell Yeah
- Umek: Work This Data - Dataworx Digital
- Umek vs. Ramirez: Hablando - 1605
- Umek: Curved Trajectory EP - 1605
- VA: Fat Of Excellence EP - Hell Yeah
- Umek vs. Siniša Lukić: Blinking Indicator EP - 1605
- Umek: You Might Hear Nothing The Remixes - Dataworx Digital
- Umek: Carbon Occasions - Pacha Recordings
- Umek vs. Tomy Declerque: Reason Revealed  - Terminal M
- Umek: Twisted Route EP - Soundz
- Umek: Heat Mode EP - Jericho
- Umek: 16th Century Japan EP - Astrodisco
- Umek: You Might Hear Nothing - Dataworx Digital
- Umek: Designed Persona - Tronic
- Umek: S Cream - Hell Yeah
- Umek, Mugwump: Mindflexes/Pravim Haos - Cocoon Recordings
- Umek: Destructible Environment - 1605
- Umek vs. Beltek: Is It/Longer Trail - Pilot6 Recordings (Armada)
- Umek: 2nd To None – Original Mix – Rekluse
- Umek vs. Beltek: Option To Stimulate EP – Pilot 6 Recordings
- Umek: Intense Emotion EP – Audiomatique
- Umek: Generation After – Italo Business
- Umek: Gatex EP – Sixteenofive
- Umek & Beltek: Army Of Two – Pilot 6 Recordings
- Umek: Vice Grip – Circle Music
- Umek: Complex Puzzle EP – Proton Music
- Umek: Utopia EP – Renaissance
- Umek & Matthew Hoag: One Option & The Santien Race – Little Mountain Recordings
- Umek: Vandal Derivate – Datapunk
- Umek & I Turk: Anxious On Demand – Confused Recordings
- Umek: Carbon Occasions – Earresistible Musick
- Umek: Akul EP – Audiomatique Recordings
- Umek: Complikator – Audiomatique Recordings
- Umek: Print This Story – Manual Music
- Umek: Player – Infamous Player Remixes Vol. 8 – Infamous Player
- Umek: I Am Ready EP – Astrodisco
- Umek: Another Matter Entirely – Jesus Loved You
- Umek: Posing As Me EP – Earresistible Musick
- Umek: Overtake And Command – Code X

Remix
- Duca: Home (Umek Remix) - Tribal Vision Records
- Thomas Gold: The Button (Umek's Button To Push Remix) - Toolroom Records
- Fergie: Exit People (Umek's 1605 Remix) - 1605
- Jack de Molay vs. Libex: Wiplash (Umek Mix) - Hollister Records
- David Scaloni: Technida (Umek Remix) - Weave Music
- Dyno: Karmient (Umek Remix) - Hell Yeah
- Joseph Capriati - C'est La Vie(Umek Remix) - Analytictrail
- Rafael Noronha, Re Dupre, Eric Entrena: Underground (Umek Remix) - Dirty Players
- Oliver Koletzki, Roland Clark: Yes We Can (Umek Remix) - Hell Yeah
- Kalva, Filth & Splendour: Divide (Umek Remix)- Twisted Frequency Recordings
- Lucca: Mirage (Umek Remix)- Sound of Acapulco
- Jimmy Van M - My Eyes feat. Steve T & Marc Mitchell: My Eyes - Proton Music
- Fergie: Senderoff (Umek remix) - Excentric Muzik
- DiDark, Julien Hox: Sonus Populi (Umek's Vision Mix) - Dihox Records
- Stel: Godthab (Umek Snare Roll Remix) – Dieb Audio
- Paul Hazendonk: Sweet Torture – Umek Remix – Stolen Moments
- VA: Mechanic Side Of Nature – Circle Music
- Julian Jeweil: Air Conditionne (Umek Remix) – Skryptom Records
- Ralph Falcon: The Dig (Umek Remix) – Renaissance
- David Granha: Las Aventuras (Umek Remix) – Acid Milk Recordings
- Jeremiah: Surface Of The Moon (Umek Remix) – Ambig Records
- Sylvain & Shark: The Exit (Umek's Remix) – Jesus Loved You
- Nathan Fake: Outhouse (Umek Astrodisco Remix) – Outhouse (RMX Part 1) – Recycled Loops

Celotna diskografija je na voljo na naslovu Discogs - Umek

## Povezave
- Official website
- MySpace profile
- Discogs - Umek
- Umek 2009 interview Arhivirano 2012-02-27 na Wayback Machine. Laptoprockers